# 临沧市第一中学
23°52′46″N 100°06′17″E / 23.8795°N 100.1046°E
临沧市第一中学（简称临沧一中）位于中华人民共和国云南省临沧市，是云南省一级一等普通高级中学。

## 沿革
1930年秋，缅宁县（今临沧市临翔区）县立初级中学建立，它是学校的前身。
1956年，学校开设高中。
2000年3月，晋升一级二等完中；2014年3月，晋升省一级一等完中。